# Kazutsugi Nami
Kazutsugi Nami (波和二, Nami Kazutsugi), né le 19 mai 1933 dans la préfecture de Mie, est un homme d'affaires japonais et président de la société Ladies & Gentlemen (L & G), société de literie basée à Tokyo. Il a été arrêté le 4 février 2009 sur la suspicion d'avoir participé à des projets frauduleux depuis les années 1970, et en particulier d'avoir orchestré une gigantesque fraude dans l'investissement impliquant l’enten, une « monnaie virtuelle ». 37 000 personnes auraient perdu des sommes s'élevant au moins à 126 milliards de yens, soit un peu plus d'un milliard d'euros.
Il nie les accusations portées contre lui et affirme être lui-même dans l'affaire une victime, et non le coupable, en rappelant aux médias, qui voient déjà en lui l'équivalent japonais de l'Américain Bernard Madoff, qu'en affaires des rendements élevés s'accompagnent de risques également élevés. Kazutsugi Nami aime à se comparer à Nobunaga Oda, un grand seigneur de la guerre japonais qui unifia le Japon au XVIe siècle, et il compte bien qu'un jour son enten aura cours légal, non seulement au Japon, mais dans le monde entier.

## APO Japon
Dans les années 1970, Nami est devenu vice-président d'APO Japan Co., une société de vente d'équipement automobile à Tokyo. L'entreprise a été impliquée dans une escroquerie pyramidale, en recueillant des investissements chez 250 000 personnes environ dans une escroquerie fondée sur les ventes de dispositifs pour éliminer les gaz d'échappement. Les opérations de l'entreprise étant devenues problématiques il a fait faillite en 1975.

## Nozakku
Peu de temps avant la faillite d'APO au Japon en 1975, Nami a fondé Nozakku Co., une société qui vendait des « pierres magiques », capables prétendait-on de transformer de l'eau du robinet en eau de source. La société a atteint un chiffre d'affaires annuel de plus de 2 milliards de yens un an avant de faire elle aussi faillite en 1978. Inculpé de fraude et arrêté, Nami a été condamné à une peine de prison.

## PHC
Avant son arrestation de 1978, Nami avait encore fondé une autre société, PHC ; celle-là vendait des autocuiseurs.

## L & G etenten
Après sa sortie de prison, Nami a créé en août 1987 la société de literie L & G basée à Tokyo. On pense que cette société, aujourd'hui en faillite, tirait son revenu d'un système de vente pyramidale. Dans le cadre de sa société L & G, il a inventé l’enten (le mot signifie littéralement « argent divin » en japonais), une monnaie virtuelle. Avec vingt et un de ses collaborateurs il a été arrêté à Tokyo le 5 février 2009, sur l'inculpation de fraude à l'investissement sur une grande échelle.
Le système mis en place a consisté à créer, dans le cadre de la société L & G, un fonds d'investissement dans une monnaie électronique, l’enten, utilisable pour payer par téléphone mobile les achats faits à L & G. Cette monnaie, et le fonds d'investissement visant à la développer, inspira confiance à certains, du fait de l'argumentation mise en place par Nami.
Dans cette argumentation, Nami développait les points suivants : 
- l’enten était destiné à devenir une monnaie légale planétaire[3], dans le monde qui suivrait la récession ;
- d'ici là, l'argent placé sur le fonds d'investissement mis en place rapporterait 36 % par an (investissement minimum : 100 000 yens[4]) ;
- et l’enten pouvait d'ores et déjà servir à payer tous les achats faits à L & G, achats dont la nature permettait d'attirer un public bien ciblé. Ces achats pouvaient en effet aller de la literie aux vêtements, en passant par les bijoux et les légumes[5], et même dans plusieurs hôtels et des magasins, grâce aux partenariats commerciaux qu'il avait mis en place[4].

Les premiers soupçons sont apparus lors du paiement du dividende du fonds d'investissement créé par Nami, car ce dividende fut payé en enten, et non en yens.
Le nombre de personnes concernées par cette affaire est évalué à 37 000, essentiellement des personnes âgées.

### Source
- (en) Cet article est partiellement ou en totalité issu de l’article de Wikipédia en anglais intitulé « Kazutsugi Nami » (voir la liste des auteurs).